# Die Galeere (Ernst Weiß)
Die Galeere ist der erste Roman von Ernst Weiß, der 1913 bei S. Fischer in Berlin erschien.
Der 26-jährige Wiener Physiker Dr. phil. Erik Gyldendal kann weder die Frauen verstehen noch kommt er mit seinen Eltern zurecht.

## Zeit und Ort
Handlungsort ist Wien. Röntgen hat 1895 in Würzburg die X-Strahlen entdeckt. Zum Romanende stellt sich heraus, Erik hat sieben Jahre mit den Strahlen experimentiert. Der Roman handelt am Ende dieses Zeitraums über etwa ein knappes Jahr. Also kann 1905 als ungefähres Jahr der Handlung angenommen werden.

## Physik
Der Bankier Gyldendal finanziert die Forschungen seines einzigen Sohnes Erik. Der junge begabte Physiker erforscht die Wirkung der Röntgenstrahlen auf Tiere. In Eriks Labor stehen u. a. Röntgenröhren (84), ein Rühmkorffscher Induktor, ein Elektrometer und ein Elektroskop.

## Handlung
Erik forscht unausgesetzt fleißig. Seine Resultate werden von den Koryphäen unter den Wiener Physikern anerkannt. Erik darf an der Wiener Universität ein paar Wochenstunden vor einem überschaubaren Hörerkreis dozieren: Der talentierte Physiker schreibt die Wandtafel mit mathematischen Hieroglyphen voll – Ergebnisse seiner Forschungsarbeit. Der Lohn bleibt nicht aus. Erik wird außerordentlicher Professor. Der gestandene Physiker hat noch nie eine Frau berührt. Da lernt er während seiner Vorlesung die schöne junge Russin Dina Ossonskaja kennen. Erik muss dieses Rasseweib besitzen, denn die „Bestie des Geschlechts“ peinigt ihn. Der Physiker verdirbt alles mit seinem dummen Gerede. Dabei wartet Dina nur auf ein einlenkendes Wort. Das kommt nicht und die Beziehung zerbricht. Zuvor hatte sich Erik bei dem jungen, kerngesunden slowakischen Stubenmädchen Bronislawa Novocek ähnlich unbeholfen angestellt. Bronislawa hatte ein klein bisschen Zärtlichkeit erwartet, aber der Tollpatsch war über die kräftige Bronislawa hergefallen. Das Mädchen vom Lande war dem Städter im nächtlichen Ringkampf überlegen gewesen. Aus der Traum. Bronislawa hatte am nächsten Tag gekündigt. Tiefer geht die Liebesbeziehung zu der verwaisten Helene Blütner. Zum ersten Mal erfährt Erik die Wonnen der körperlichen Liebe. Wurde Helene von Eriks „grausamen Liebkosungen“ schwanger? Die Ärzte verneinen: Strahlenforscher werden infolge jahrelanger Experimente zeugungsunfähig. Nach einem Zerwürfnis mit seiner Mutter unterstützt Helene den Geliebten finanziell mit ihren bescheidenen Ersparnissen. Erik kann weiter forschen. Doch der Tor bleibt nicht bei der treuen Helene, sondern macht sich an ihre verwöhnte Schwester Edith, die Violinvirtuosin in spe, heran. Erik glaubt, das sei nun die große Liebe. Das schlimme Ende folgt auf dem Fuße: Ärzte diagnostizieren inoperable Hautkarzinome am rechten Unterarm des Strahlenforschers Erik. Zudem haben sich bereits Drüsenmetastasen in der Achsel festgesetzt. Zur alsbaldigen Unterarmamputation ist die Alternative Tod in höchstens einem Jahr. Dieser Wahrheit zeigt sich die angehende Solistin Edith nicht gewachsen. Erik besinnt sich auf Helene. Die kommt, will aber nur Kamerad, sprich Krankenschwester, sein. Helene ist nämlich inzwischen verlobt und möchte heiraten. Die Nacht vor seiner Operation kann Erik nicht schlafen. Er spritzt sich eine letale Dosis Morphium. Im Hinüberdämmern sieht Erik, wie die Eltern an sein Bett herantreten; die lieben Eltern, die er im schönen Leben genauso wenig verstand wie die vier jungen Frauen Bronislawa, Dina, Helene und Edith.

## Form
Die Beschreibung der Psyche des jungen Wissenschaftlers, insbesondere das Ausleuchten seiner Beziehungen zu den fünf Frauen im Roman, ist geglückt und deshalb sehr lesenswert. Das stark aufgetragene Kolorit überrascht. Doch bedauerlicherweise wird Galeere im Roman verwendet als Metapher für das gleichsam aneinander Gekettetsein von Erik an seine Eltern. Zusammen mit dem waghalsigen Gebrauch dieses im romanglobalen Kontext doch ein wenig abseitigen Symbols wird eine Formschwäche offenbar: Der Erzähler verwendet das Wort „Galeere“ ebenso wie die Figur Dina Ossonskaja es einmal in den Mund nimmt. Genau das eine Mal ist aber einmal zu viel. Auch der kommentierende Hinweis auf die „Szene, die jetzt folgt“ erscheint ungelenk.

## Dimension
Mitten im Romantext über das Leben und Sterben des Physikers Erik stößt der Leser auf eine Formel aus der klassischen Mechanik: v = gt²/2. Sicherlich ist mit g die Erdbeschleunigung und mit t die Zeit gemeint. Die rechte Seite der Gleichung hat also die Dimension einer Länge. Links steht aber nicht das übliche Formelzeichen für eine Länge, sondern fälschlicherweise das für die Geschwindigkeit.

## Selbstzeugnis
Ernst Weiß schreibt am 5. Juli 1912 an Martin Buber: „Die Grundidee war: … Es sind Menschen aneinander gebunden …“ Und „die zweite Idee: Der Held [Erik]… ist der brutalste Egoist.“ Daraus folgt seine „Vereinsamung“. Aus dieser flieht Erik „in den Tod“.

## Rezeption
- Kafka schreibt am 8. Februar 1914 an Grete Bloch: „Man muß durch das Konstruktive, welches den Roman wie ein Gitter umgibt, den Kopf einmal durchgesteckt haben, dann aber sieht man das Lebendige wirklich bis zum geblendet werden.“[19]
- Nach Berthold Viertel ist „die Verzweiflung mit zuckender Knappheit unerbittlich hingeschrieben“.[19]
- Für Margarita Pazi ist das Werk „von der Subjektivität der Schilderungen überlastet“ und die „Handlungsstränge“ sind nicht „geschlossen“.[20]
- Nach Wolfgang Wendler[21] ist die „Haltung impressionistisch-lebenssüchtig-todesnah“.
- Albert Ehrenstein nennt Erik einen „Ritter des Todes“.[22]

## Ausgaben
- Ernst Weiß: Die Galeere. Roman. 191 Seiten. Gesammelte Werke, Band 1. Suhrkamp, Frankfurt am Main 1982, ISBN 3-518-04272-6.
- S. Fischer 1919; Rowohlt, Berlin 1924; Ullstein, Berlin 1927.[23]